# Pestiš
Pestiš (em cirílico: Пестиш) é uma vila da Sérvia localizada no município de Prokuplje, pertencente ao distrito de Toplica, na região de Toplica. A sua população era de 9 habitantes segundo o censo de 2011.

## Demografia
| 1948 | 1953 | 1961 | 1971 | 1981 | 1991 | 2002 | 2011 |
| ---- | ---- | ---- | ---- | ---- | ---- | ---- | ---- |
| 267  | 288  | 261  | 187  | 123  | 78   | 22   | 9    |